# Neufchâtel (Käse)

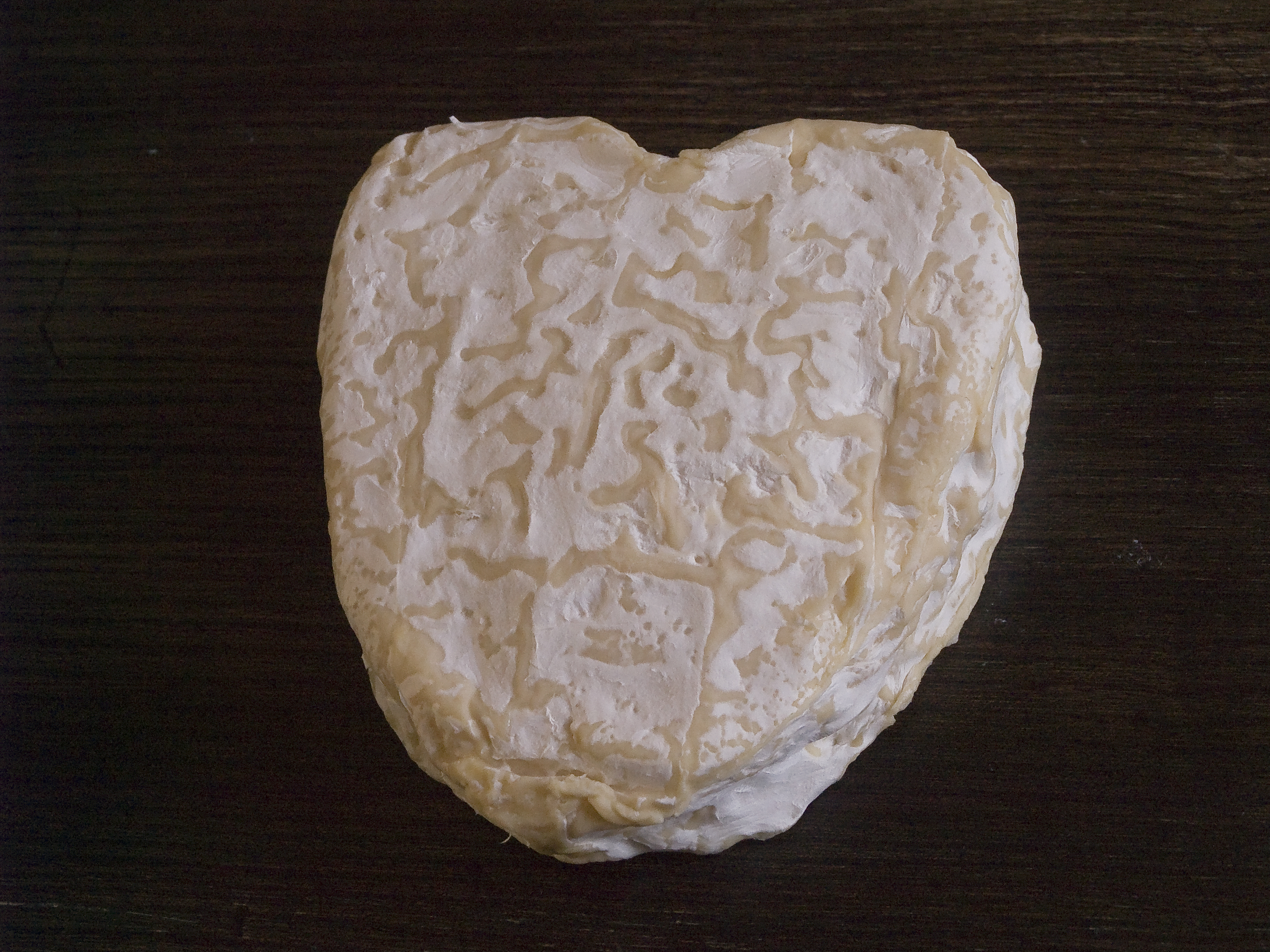
Neufchâtel

Der Neufchâtel ist ein französischer Käse der Normandie, der ausschließlich und im Original aus Rohmilch (Kuhmilch) „au lait cru“ hergestellt wird. Er hat seinen Ursprung im Arrondissement Dieppe aus dem Ort Neufchâtel-en-Bray, der dem Käse auch seinen Namen gibt. Es handelt sich um eine der ältesten Käsesorten der Region. Er wird heute auch in industrieller Weise produziert, jedoch dann nur aus pasteurisierter Milch hergestellt und unter der gleichen Form und als Neufchâtel Käse vertrieben. Es handelt sich um eine sehr alte Sorte, die erstmals um das Jahr 1035 belegt ist. Der Käse erhielt die Appellation d’Origine Contrôlée im Jahre 1996, was die Qualitätsanforderungen an dieses Produkt sowie die Herstellungsbedingungen festlegt. So muss der abgetropfte Bruch zu einer gleichförmigen Masse verknetet werden und dem Bruch werden Stücke von reinem, mit Schimmelrasen bedeckten Neufchâtel beigemengt. Zugelassene Herstellungskategorien des Appellation d’Origine Contrôlée sind Fermier, Artisanal und Industriel.
Charakteristisch für den Neufchâtel ist die trockene und samtige Rinde. Der Teig ist kompakt und gibt auf Fingerdruck nach. Während der junge Käse ganz mild ist, zeichnet sich der reifere durch einen sehr kräftigen, charakteristischen Geschmack für einen aus Kuhmilch hergestellten Käse aus. In den Handel gebracht wird der Käse in sechs unterschiedlichen Größen und Formen. Dabei stellen die Herz- und die Rollen Form die traditionell, klassischen Formen des Neufchâtels dar.
Als Wein passt zu dem Käse ein Pomerol oder ein Saint-Émilion.
Der Legende nach boten junge Mädchen des Pays de Bray während des Hundertjährigen Krieges in der Zeit von 1337 bis 1453 den Neufchâtel in Herzform englischen Soldaten als Liebesbeweis an.